# Слоун, Дэвид
Дэвид Слоун (англ. David Sloan; 28 октября 1941, Лисберн — 4 февраля 2016) — североирландский футболист, полузащитник.

## Клубная карьера
Молодёжную карьеру провёл в клубе «Бангор». В 1963 году начал профессиональную карьеру в «Сканторп Юнайтед», где за 4 сезона принял участие в 136 матчах из забил 42 гола. С 1967 по 1973 года выступал за «Оксфорд Юнайтед». Там же он получил приглашение в сборную и стал первым игроком сборной в истории этой команды. Карьеру футболиста закончил в клубе «Уолсолл», в котором играл с 1973 по 1975 года.

## Карьера в сборной
Дебют за национальную сборную Северной Ирландии состоялся 10 сентября 1968 года в товарищеском матче против сборной Израиля (3ː2). Всего Слоан провёл за сборную 2 матча.